# B.T.- filmen
B.T.- filmen er en dansk dokumentarfilm fra 1925.